# وودند، ویکتوریا
وودند (به انگلیسی: Woodend) یک منطقهٔ مسکونی در استرالیا است که در ویکتوریا (استرالیا) واقع شده‌است.